# 岩見継吾
岩見 継吾（いわみ けいご、1978年 - ）は、日本のコントラバス奏者。ジャズや即興演奏を中心に、ライブ、レコーディング、国内外の音楽フェスやツアーなどで幅広く活動している。

## 経歴
福島県福島市出身。大学進学を機に上京し、ジャズ研究部に所属して独学でコントラバスを始める。大学在学中にストリートライヴへの参加をきっかけに演奏活動を開始。以降、都内のジャズクラブやライブハウスを拠点に、さまざまなアーティストやバンドと共演を重ね、国内外でライブ、ツアー、レコーディングに参加している。
活動歴には、スガダイロー RealBlue、鈴木勲 OMA SOUND、Sleep Walker、ミドリ、Alfred Beach Sandal などがある。
近年は、林栄一 GATOS Meeting、突囲表猫（林栄一カルテット）、芳垣安洋 On The Mountain、板橋文夫トリオ（板岩永）、賽（SAI）、世田谷トリオ、後藤篤カルテット、福井亜実トリオ、池間由布子と無労村、ラボンシュボン西尾賢ソボブキ、STUTSバンドセットなど、多数のグループに参加している。
また、Oncenth Trio や Zycos などのリーダープロジェクトも展開している。